# Santa Cruz da Trapa
Santa Cruz da Trapa era una freguesia portuguesa del municipio de São Pedro do Sul, distrito de Viseu.

## Historia
Fue suprimida el 28 de enero de 2013, en aplicación de una resolución de la Asamblea de la República portuguesa promulgada el 16 de enero de 2013 al unirse con la freguesia de São Cristóvão de Lafões, formando la nueva freguesia de Santa Cruz da Trapa e São Cristóvão de Lafões.